# Tính đặc chỉ (ngôn ngữ học)
Trong ngôn ngữ học, tính đặc chỉ (tiếng Anh: specificity) là một đặc trưng ngữ nghĩa của cụm danh từ. Trong ngữ cảnh biết sẵn, đặc trưng này giúp khu biệt những 'thực thể'/'danh từ'/'sở chỉ' có tính đơn nhất (tức là trỏ về duy một đối tượng chứ không trỏ bất kỳ) với những thực thể như vậy nhưng không có tính đơn nhất. Có những nhân tố đã biết là quyết định được tương đối 'tính đặc chỉ' của 'thực thể'/'danh từ'/'sở chỉ' nào đó, các nhân tố đó bao gồm:
- Từ ngữ số ít (ví dụ: tên riêng)
- Tính tập quán, thói quen
- 'Thức' (mood) có thực/phi thực
- Tính thực kiện (factivity)
- Tính phủ định

'Tính đặc chỉ' không phụ thuộc vào tính tồn tại, 'tính đặc chỉ' phụ thuộc vào tính đơn nhất của thực thể, bất kể nó có thể thực sự tồn tại hay không. Ví dụ, câu “I’m looking for a male sister” (Tôi đang kiếm một chị gái đàn ông) không hề đề cập đến thực thể có thực nào cả. Tuy nhiên, sự mơ hồ trong 'tính đặc chỉ' của nó (kiếm cụ thể chị gái đàn ông nào đó, hay là kiếm bất kì chị gái đàn ông nào) thì vẫn có đó.

## Đánh dấu đặc chỉ
Trong tiếng Anh, quan niệm về 'tính đặc chỉ' thường hay được biểu thị bằng cách dùng tính từ cụ thể, như tính từ certain chẳng hạn. Những cụm danh từ bất xác định mà không đi với các tính từ đấy, chẳng hạn như a chair, one coat, hay three men, thì thường ta hiểu 'có đặc chỉ' hay 'bất đặc chỉ' đều được, tức là chúng không được đánh dấu đặc chỉ. Tuy nhiên, trong một vài ngôn ngữ, cụm danh từ mà ở những vị trí nhất định thì không bị mơ hồ về tính đặc chỉ. Tính rõ ràng này đạt được thông qua việc đánh dấu bằng 'cách', trong đó cụm danh từ mà có hình thái 'cách' rõ ràng thì biểu thị có tính đặc chỉ, còn không có thì ám chỉ tính bất đặc chỉ. Có thể dùng Tiếng Thổ Nhĩ Kỳ làm ví dụ: ngữ 'bất xác định' mà ở vị trí tân ngữ thì luôn luôn một cách hiển ngôn là 'có đặc chỉ' hoặc 'bất đặc chỉ'. Cụm danh từ mà kèm với hình vị biểu thị 'đối cách' (ACC) là -(y)i thì phải được hiểu là có đặc chỉ, như trong ví dụ sau đây:
Ali bir piyano-yu kiralamak istiyor.
Ali one piano-Acc to-rent wants
"Ali wants to rent a certain piano."
(Ali muốn thuê một chiếc piano nọ.)
Trái lại, cụm danh từ mà thiếu đi hình thái 'cách' thì được coi là bất đặc chỉ, như ví dụ minh họa sau đây:
Ali bir piyano kiralamak istiyor.
"Ali wants to rent a (non-specific) piano."
(Ali muốn thuê một chiếc piano [không cụ thể chiếc piano nào cả].)
Sự khu biệt giữa cụm danh từ có đặc chỉ và bất đặc chỉ ở trong những ngôn ngữ như tiếng Thổ Nhĩ Kỳ thì tường minh hơn, còn trong tiếng Anh thì 'tính đặc chỉ' nói chung được biểu thị nhờ vào sự hiện diện hoặc thiếu vắng các tính từ nào đó.

## Mơ hồ trong các ngôn ngữ không có đánh dấu tính đặc chỉ
Trong tiếng Anh và nhiều ngôn ngữ khác, 'tính đặc chỉ' thường không được đánh dấu. Vì vậy, đôi khi câu trở nên không rõ ràng là có đặc chỉ hay bất đặc chỉ. Xem xét ví dụ sau:
- Every woman talked to a student.
(Mọi phụ nữ có nói chuyện với một học sinh.)

Câu này có hai cách hiểu. Cách hiểu thứ nhất là mọi phụ nữ đều nói chuyện với cùng một học sinh (ví dụ, với lớp trưởng chẳng hạn), ở đây thì cụm danh từ a student có tính đặc chỉ. Ở cách hiểu thứ hai thì là nói chuyện với nhiều học sinh khác nhau miễn là mỗi phụ nữ nói chuyện với một học sinh, ở trường hợp này thì a student có tính bất đặc chỉ.
Ngược lại, ở một số ngôn ngữ, cụm danh từ nằm ở những vị trí nhất định thì luôn luôn không bị mơ hồ về tính đặc chỉ. Sự mơ hồ được giải quyết thông qua việc đánh dấu bằng 'cách': cụm danh từ mà có hình thái 'cách' rõ ràng thì là có đặc chỉ, cụm danh từ mà không có hình thái 'cách' thì là bất đặc chỉ. Một số ngôn ngữ phân tích và đơn lập như tiếng Samoa còn có cả phép đánh dấu 'tính đặc chỉ' hiển ngôn lên danh từ mặc dù bản thân ngôn ngữ không hề có ngữ pháp 'cách'.

## Quan hệ giữa tính đặc chỉ và tính xác định
Tính đặc chỉ và tính xác định, tuy quan hệ chặt chẽ với nhau, lại là hai đặc trưng ngữ nghĩa riêng biệt. Danh ngữ có hai 'lập mã' chính cho tính xác định đó là "xác định" và "bất xác định". "Xác định" thì chủ yếu (không phải tất cả) làm cho cụm danh từ có tính đặc chỉ. "Bất xác định" thì có thể hoặc là đặc chỉ hoặc là bất đặc chỉ.
- I'm looking for the manager, Ms Lee. [xác định, đặc chỉ]
(Tôi đang tìm cái cô quản lý tên là Lee.)
- I'm looking for the manager, whoever that may be. [xác định, bất đặc chỉ]
(Tôi đang tìm cái vị quản lý, có là ai cũng được.)
- There's a certain word that I can never remember. [bất xác định, đặc chỉ]
(Có cái từ nọ mà tôi nhớ không ra nổi.)
- Think of a word, any word. [bất xác định, bất đặc chỉ]
(Nghĩ ra từ nào đi, từ nào cũng được.)

Chú ý rằng để cho ví dụ thứ hai có tính xác định và có tính bất đặc chỉ thì cần phải có thêm tiểu cú để làm rõ.